# Nikolaj Alekseevič Voznesenskij
Nikolaj Alekseevič Voznesenskij (in russo Николай Алексеевич Вознесенский?; Tëploe, 1º dicembre 1903 – Leningrado, 1º ottobre 1950) è stato un politico ed economista sovietico.

## Biografia
Dotato di grande influenza presso Stalin, fu direttore del Gosplan, vicepresidente del Consiglio dei ministri dell'URSS e membro del Politburo del PCUS. Vicino alle posizioni del gruppo dei "leningradesi" guidato da Andrej Ždanov, fu processato e condannato a morte nel 1950 nell'ambito del processo agli esponenti di tale corrente ("affare di Leningrado"). Fu riabilitato da parte del Presidium del Comitato centrale del PCUS nel 1954, dopo la morte di Stalin.